# Minoru Genda
Minoru Genda (Japans: 源田 実, Genda Minoru) (Hiroshima, 16 augustus 1904 - Matsuyama, 15 augustus 1989) was een Japanse piloot en politicus. Hij was een van de strategen van de aanval op Pearl Harbor.

## Vroege leven
Minoru Genda was de tweede zoon van een boer. Zijn twee broers waren afgestudeerd aan de Universiteit van Tokio, een andere broer studeerde af aan de Medische faculteit van Chiba en zijn jongste broer begon aan de Japanse Keizerlijke Militaire academie (陸軍士官学校, Rikugun Shikan Gakkō). Na te zijn afgestudeerd aan de Middelbare school van Hiroshima, begon Genda in 1924 aan de Japanse Keizerlijke Marine academie (海軍兵学校, Kaigun Heigakkō) met als doel piloot te worden. In 1929 studeerde hij af als eerste van zijn klas.

## Officier in deJapanse Keizerlijke Marine
In de daaropvolgende zes jaar voerde Genda verschillende luchtopdrachten uit. Hij begon naam te maken binnen de marine en tijdens de jaren 1930 leidde hij een divisie dubbeldekkers rond het land, om stunts en demonstraties uit te voeren. Het werd “Genda’s vliegende circus” genoemd. Dit maakte deel uit van een pr-campagne om de Luchtmacht van de Japanse Keizerlijke Marine te promoten.
Genda was een van de eerste marineofficieren ter wereld die de mogelijkheden van het gebruik van vliegdekschepen inzag. In de jaren dertig was het vliegdekschip nog een nieuw en ongetest gevechtswapen. De meeste marinestrategen van zijn tijd wilden de vliegdekschepen gebruiken onder de vorm van een enkel vliegdekschip dat vijandelijke doelen bombardeerde of als luchtbescherming voor de vloot tegen vijandelijke bommenwerpers. Genda wilde echter meerdere vliegdekschepen tegelijk laten samenwerken om zo massale luchtaanvallen uit te voeren.
Genda adviseerde de Japanse militaire leiders om te stoppen met het bouwen van slagschepen en zich te concentreren op de bouw van vliegdekschepen, onderzeeërs en snelle kruisers en torpedobootjagers. Genda was er bovenal van overtuigd dat een geavanceerde en grote marinevloot nodig was indien Japan ooit met de Verenigde Staten, Groot-Brittannië of Nederland in oorlog zou komen.

## Pearl Harbor en de Tweede Wereldoorlog
Het aanvalsplan dat uiteindelijk werd gebruikt voor de aanval op Pearl Harbor door de Japanse admiraal Isoroku Yamamoto, was grotendeels het werk van Genda, met belangrijke bijdragen van derden. Yamamoto had in 1933 met Genda kennisgemaakt toen Genda op het vliegdekschip Ryujo diende. Het plan van Yamamoto was oorspronkelijk om een aanval op Pearl Harbor uit te voeren vanaf een afstand van 800 tot 960 kilometer. In zijn plan zouden terugkerende vliegtuigen zich in de oceaan voor de kust van Oahu storten en de piloten zouden worden opgepikt door torpedobootjagers en onderzeeërs. Yamamoto concentreerde zich in zijn plan op het vernietigen van de United States Pacific Fleet en het tot zinken brengen van zo veel mogelijk slagschepen. De meeste Amerikanen en Japanners geloofden in het begin van 1941 nog steeds dat slagschepen de krachtigste wapens van de oorlog waren. Het zinken van een aantal van deze slagschepen, zou een grote slag betekenen voor de vijand.
Yamamoto ontmoette Genda in februari 1941 en stelde hem zijn plan voor. Genda was het sterk oneens met een dergelijke aanval. Genda had reeds in 1934 plannen gemaakt voor een aanval op Pearl Harbor. Hij had die toen samen met Takijiro Onishi besproken. Genda benadrukte aan Yamamoto dat “geheimhouding de sleutel is en de verrassingsaanval de allerbelangrijkste factor”. Genda voelde het als zijn roeping om de moeilijke, maar niet onmogelijke taak op zich te nemen en begon te werken aan de details van het aanvalsplan. Genda was verantwoordelijk voor een groot deel van de training, met name het aanleren van de nieuwe technieken van het gebruik van torpedo's in ondiep water, het effectief gebruik van hoogtebommen vanuit tactische vliegtuigen en het coördineren van meerdere vliegdekschepen tegelijk.

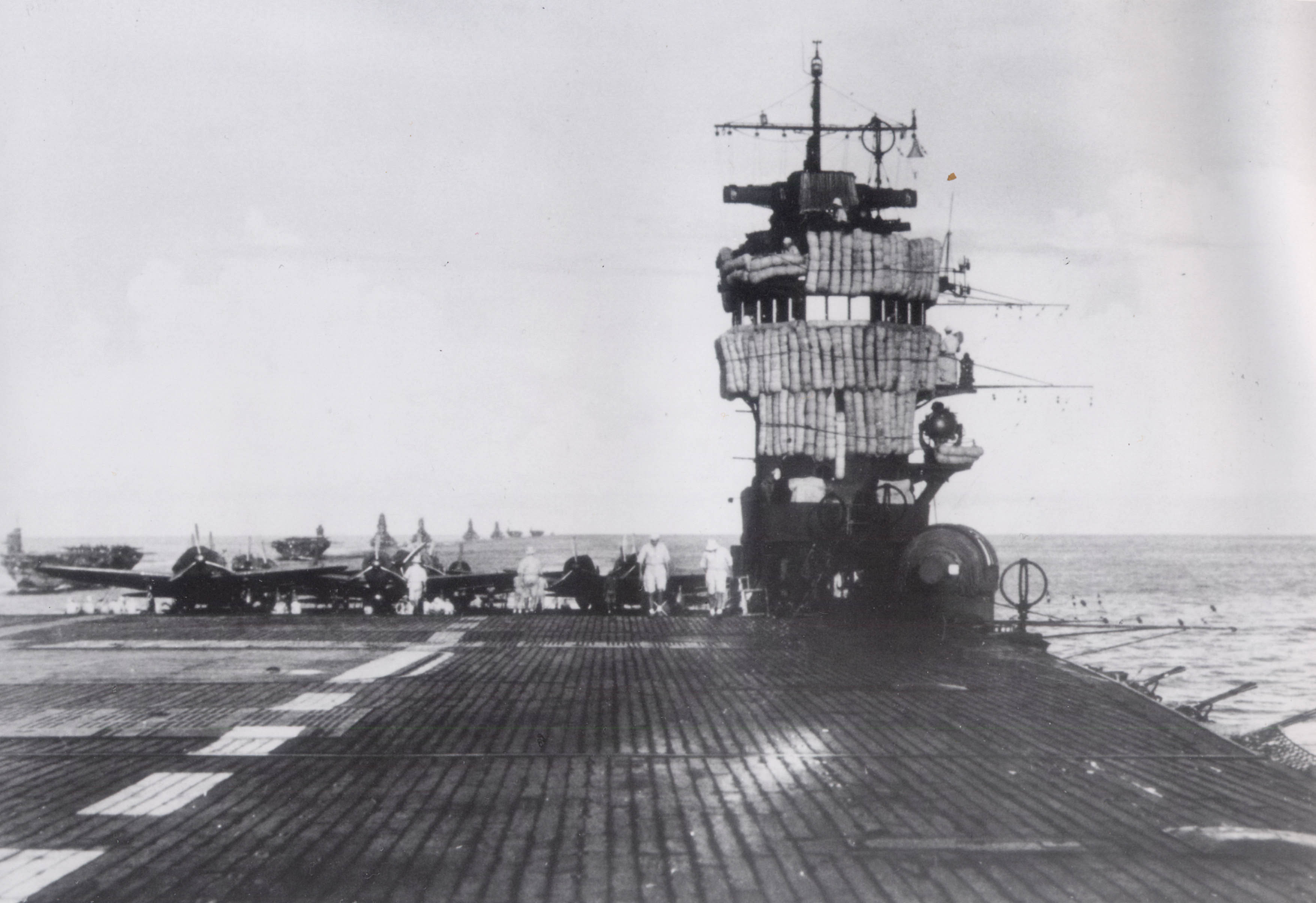
26 maart 1942. Genda diende aan boord van het vliegdekschip Akagi als stafofficier bij de 1e Luchtvloot onder het bevel van viceadmiraal Chuichi Nagumo tot dit schip tot zinken werd gebracht in de Slag bij Midway.

De verrassingsaanval op Pearl Harbor resulteerde in Japanse tactische overwinning, met twaalf zinkende Amerikaanse gevechtsschepen en met meer dan 180 vernietigde Amerikaanse vliegtuigen. De Japanse vloot zelf verloor geen schepen en in totaal gingen er slechts 29 vliegtuigen verloren. In de volgende zes maanden van de Pacifische Oorlog doorkruisten de vliegdekschepen van de Japanse Keizerlijke Marine de Stille en de Indische Oceaan waarbij zij zeer veel schade toebrachten aan de geallieerden. Er kwam pas een einde aan deze fase van de Pacifische oorlog toen bij de Slag bij Midway vier van de zes vliegdekschepen van Japan tot zinken werden gebracht. De Pacifische oorlog duurde nadien nog meer dan drie jaar.
Genda diende in de Japanse Keizerlijke Marine tijdens de Tweede Wereldoorlog en vocht persoonlijk mee in vele gevechten. Hij was een gewaardeerde marinevlieger en jachtpiloot met meer dan drieduizend vlieguren. Aan het einde van de oorlog richtte hij een Japanse elite luchteenheid op (de 343 Kokutai) als alternatief voor de Kamikaze-eenheden. Genda geloofde tot aan het eind van de oorlog, dat de Japanse piloten in staat waren de strijd aan te gaan met ervaren Amerikaanse piloten indien de Japanse piloten goed getraind waren en goede vliegtuigen hadden.
Genda was ervan overtuigd dat de Kawanishi N1K2-J Shiden-Kai (geallieerde codenaam: “George”) evenwaardig was aan de Amerikaanse F6F Hellcat en de F4U Corsair. Zijn eenheid behaalde enkele successen in de strijd tegen de Amerikaanse vliegtuigen. Genda beschreef zijn ervaringen uit de Tweede Wereldoorlog in een autobiografie.

## Naoorlogse activiteiten en het Lockheed-schandaal
Na zijn dienst in de Tweede Wereldoorlog kwam Genda’s militaire carrière voorlopig ten einde. De Keizerlijke Marine was officieel opgedoekt in 1945. In tegenstelling tot vele andere militairen, die na het einde van de oorlog ernstige economische moeilijkheden ondervonden, had Genda het geluk ondersteund te worden door een rijke zakenman.
Toen Japan zich begon te “herbewapenen” in de jaren 1950 sloot Genda zich opnieuw aan bij het leger. Hij keerde in 1954 terug in dienst bij de nieuwe luchtmacht van Japen, de Luchtmacht van de Japanse Zelfverdedigingstroepen. Hij verwierf de rang van generaal en werd chef van de Generale Staf. Genda testte in deze periode ook Lockheed-straaljagers in de Verenigde Staten.
In de late jaren 1950 was Genda, als vice-stafchef van de Japanse Luchtmacht, betrokken bij de politieke beroering die ontstond over de aanwerving van de opvolger van de F-86 Sabre, die toen gebruikt werd door de luchtmacht. De luchtmacht en het toenmalige Japanse Defensie Agentschap (防衛庁, Bōei-chō) wilden de Grumman F-11 Super Tiger, maar stevig lobbyen door Lockheed en zelfs omkoperij zorgde ervoor dat er gekozen werd voor de Lockheed F-104 Starfighter. Lockheed betaalde steekpenningen via de Yakuza-leider Yoshio Kodama aan belangrijke LDP-politici zoals de Minister van Financiën, Eisaku Sato en aan Ichiro Kono, de voorzitter van de Seimu Chōsakai (自由民主党政務調査会, Jiyū-Minshutō Seimu Chōsakai), het belangrijkste interne orgaan van de LDP.
Genda werkte als de stroman van Sato. Hij bekritiseerde openlijk het ontwerp van de Grumman-straaljager.
In augustus 1959 werd Genda, met de steun van Eisaku Sato, de nieuwe stafchef van de Luchtmacht. In zijn functie rondde hij de aankoop van de Lockheed F-104 af.
Nadat hij met pensioen was gegaan bij de luchtmacht in 1962 zat hij nog twintig jaar in de politiek. Hij zetelde van 1962 tot 1986 in het Hogerhuis voor de Sato-factie van de Liberaal-Democratische Partij. Hij was tevens een belangrijk lid van de afdeling Defensie van de Seimu Chōsakai.
Genda stierf op 15 augustus 1989, exact 44 jaar nadat Japan zich had overgegeven (VJ dag) in de Tweede Wereldoorlog. Hij was getrouwd en had drie kinderen.

## Invloed op de media
In 1970 is de film Tora! Tora! Tora! uitgekomen, waar Tatsuya Mihashi de rol van Genda speelde als technisch adviseur.
Cary-Hiroyuki Taga speelde de rol van Genda in Pearl Harbor (2001). Acteur Robert Ito speelde de rol van Genda in 1976 in de film Midway.
Alternatieve-geschiedenis schrijver Harry Turtledove gebruikte Genda als de primaire Japanse protagonist in zijn fictieve beleving van een invasie van Oahu volgens de Pearl Harbor aanval in zijn boeken “Days of Infamy” en “End of the Beginning”. Hij is een van de belangrijkste figuren in “Pearl Harbor: A Novel of December 8th”, geschreven door historicus/schrijver William R. Forstchen en politicus/historicus/schrijver Newt Gingrich.

## Militaire loopbaan
- Tweede luitenant (少尉 Shōi), Japanse Keizerlijke Leger:
- Eerste luitenant (中尉 Chūi), Japanse Keizerlijke Leger: 1940
- Kapitein (大尉 Taii), Japanse Keizerlijke Leger: 1944
- Majoor (3等空佐), Luchtmacht van de Japanse Zelfverdedigingstroepen:
- Luitenant-kolonel (2等空佐), Luchtmacht van de Japanse Zelfverdedigingstroepen:
- Kolonel (1等空佐), Luchtmacht van de Japanse Zelfverdedigingstroepen:
- Generaal-majoor (少将 Shōshō), Luchtmacht van de Japanse Zelfverdedigingstroepen: 1954[2]
- Luitenant-generaal (空将), Luchtmacht van de Japanse Zelfverdedigingstroepen:
- Generaal (統合・航空幕僚長たる空将), Luchtmacht van de Japanse Zelfverdedigingstroepen: 1959[3]

## Decoratie
- Commandeur in het Legioen van Verdienste in 1962[4]
- Orde van de Heilige Schatten, der Tweede Klasse in 1974
- Orde van de Rijzende Zon, der Tweede Klasse in 1981